# Raión de Aghyabadi
Agyabedi (en azerí: Ağcabədi) es un distrito en el centro de Azerbaiyán con un centro administrativo en la ciudad homónima, que fue el lugar de nacimiento del famoso Uzeyir Hajibeyov.

## Historia
El raión fue creado en 1930, en 1963 se subordinó al raión de Ağdam y en 1965 retornó a su autonomía.

### Población
| La región/el año   | 2000  | 2005  | 2010  | 2015  | 2018  |
| Región de Agyabedi | 108,8 | 114,7 | 122,7 | 130,3 | 134,5 |
| Población urbana   | 34,0  | 36,4  | 46,8  | 48,9  | 49,8  |
| Población rural    | 74,8  | 78,3  | 75,9  | 81,4  | 84,7  |

## Etimología
El nombre del distrito proviene del nombre del centro del distrito, la ciudad de Agyabedi. El topónimo Agyabedi proviene de las palabras turcas «agca» (grisáceo) y «bet» (ladera de montaña).

## Geografía
El distrito al noroeste tiene frontera con el distrito Bardá, al noreste con Zardab, al este con Beylagan, al sur con Fuzuli, al suroeste con Joyavend y al oeste con Agdam.
El raión de Agyabedi está situado en las llanos de Mil y Karabaj de llanura de Kur-Araz. Los paisajes predominantemente son semidesérticos.
El clima del distrito es templado cálido, subtropical seco. La temperatura media en enero es de 1,2-1,7 °C, en julio 25-26 °C. La precipitación media anual es de 300-500 mm.

## Personas notables
- Uzeyir Hajibeyov
- Afrasiyab Badalbeyli
- Shamsi Badalbeyli
- Tofiq Bəhramov
- Zulfu Adigozalov
- Vasif Adigozalov